# Gęsice (województwo świętokrzyskie)
Gęsice – wieś w Polsce położona w województwie świętokrzyskim, w powiecie kieleckim, w gminie Łagów.
| SIMC    | Nazwa    | Rodzaj    |
| ------- | -------- | --------- |
| 0247634 | Dąbrówki | część wsi |

Były wsią biskupstwa włocławskiego w województwie sandomierskim w ostatniej ćwierci XVI wieku.
Do 1954 roku istniała gmina Gęsice. W latach 1954–1959 wieś należała i była siedzibą władz gromady Gęsice, po jej zniesieniu w gromadzie Łagów. W latach 1975–1998 miejscowość administracyjnie należała do województwa kieleckiego.

## Historia
Wieś założona w I połowie XIV w. Nazwa pochodzi od formy osobowej Gęś. W roku 1356 zwane Ganssycze, u Długosza jako Gaschycze.
W latach 1470–1480 Jan Długosz opisał Gęsice jako wieś w parafii łagowskiej, należącą do biskupstwa włocławskiego. Wówczas było tu 6 łanów kmiecych, z których dziesięcina o wartości 6 grzywien oddawana była plebanowi w Baćkowicach. Kmiecie osadzeni na półłankach, płacili 34 grosze czynszu oraz jeden wiardunek obiednego, odrabiali po jednym dniu w tygodniu jutrzyny i powaby oraz zapewniali podróże do Opatowa i Bodzentyna. Dawali również po 3 kapłony, 30 jaj i po jednym wozie siana.
W 1510 r. wymieniono dwa łany sołtysie. W inwentarzu dóbr biskupich z 1534 r. Gassicze miały 4½ łanów osiadłych i dwa puste. Kmiecie dawali czynsz w wysokości 28 groszy oraz po 6 korczyków owsa, 3 kapłony i 30 jaj. Odrabiali jeden dzień w tygodniu. Karczmarz opłacał ½ grzywny. W rejestrze z roku 1578 wymieniono 6 kmieci osadzonych na trzech łanach. Wieś należała do parafii w Baćkowicach.
Na początku XIX wieku wieś rządowa w województwie sandomierskim i powiecie opatowskim. W roku 1827 w Gęsicach były 24 domy i 192 mieszkańców.
Do 1835 r. zachował się tu niwowy układ gruntów. Wieś podzielona była na kilka niw, do każdej prowadziła oddzielna droga. Na niwie domowej o powierzchni około 43,8 ha, skupiła się zabudowa. Jej długość wynosiła 690, a szerokości 580–690 m. Nawsie miało długość 110 m., szerokość 106 m., a powierzchnię 1,2 ha.
W roku 1840 wieś włączono do utworzonej Ekonomii Piórków. W latach 1848–1860 jej dzierżawcą był Maksymilian Zakrzewski. Po komasacji gruntów, każdy gospodarz otrzymał rolę w jednym kawałku. Po północnej stronie każdej działki wydzielono miejsce pod zabudowę. W roku 1859 było tu 40 zagród. Gospodarzy całorolnych, posiadających powyżej 10 ha było 6, półwolnych (do 10 ha) – 28, resztę stanowili małorolni i komornicy. Grunt gospodarzy całorolnych obejmował 135 morgów i 149 prętów, półrolnych 285 morgów i 174 prętów, małorolni i komornicy posiadali 19 morgów i 295 prętów. Kowal posiadał jedną morgę i 20 prętów. Wspólne pastwiska o powierzchni 175 morgów i 275 prętów.
Na mapie Galicji Zachodniej wieś oszacowano na 26 domów, 30 mężczyzn i 6 koni.
Pod koniec XIX w. we wsi 49 domów i 269 mieszkańców, powierzchnia ziemi włościańskiej 618, a dworskiej 3 morgi.
W XIX w. Gęsice były rządową wsią gminną, do której należały takie okoliczne miejscowości jak: Duraczów, Kozłów, Łagowica, Melonek, Ruda, Sadków, Zbilutka.
W roku 1921 miejscowość gminna. W Gminie Gęsice naliczono 459 budynków z przeznaczeniem mieszkalnym i 2462. mieszkańców. Narodowość polską podało 2442. mieszkańców, żydowską 20. Do Gminy Gęsice należały wsie: Duraczów (136. mieszkańców), Gęsice, Kozłów (72.), Łagowica (158.), Melonek (206.), Ruda (118.), Sadków (484.), Zbielutka (754.) oraz kolonie: Zbielutka Majorat (113.) i Zbielutka Poduchowna (61. mieszkańców.
W Gęsicach naliczono 65 budynków mieszkalnych oraz 360. mieszkańców (170. mężczyzn i 190 kobiet). Wszyscy zgłosili narodowość polską i wyznanie rzymskokatolickie.
„Przewodnik Gospodarczy” z roku 1938 wymienia funkcjonującą tu firmę usługową: Józef Dederski – powidła.

## Położenie
Gęsice położone są w południowo-wschodniej części gminy Łagów, na wschód od drogi łączącej Łagów z Rakowem. Od południa wieś sąsiaduje z Sadkowem i Zbelutką, od wschodu z Rudą i Melonkiem, od północnego wschodu z Duraczowem, a od północnego zachodu z Wolą Łagowską.
Miejscowość leży w centralnej części województwa świętokrzyskiego, we wschodniej części ziemskiego powiatu kieleckiego. Pod względem fizjograficznym jest to teren Gór Świętokrzyskich.

## Warunki naturalne
Powierzchnia sołectwa wynosi 340 ha. W 2002 r. użytki rolne zajmowały obszar 299 ha, użytki zielone – 37 ha, sady - 10 ha. We wsi występują gleby od III do VI klasy. Urozmaiconej rzeźbie terenów lessowych towarzyszą także dolinne krajobrazy, charakteryzujące się lokalnym nagromadzeniem gleb madowych, okresowo nadmiernie uwilgotnionych, użytkowane jako łąki i pastwiska. Gleby lessowe tworzą kompleksy pszenne. W obrębie obszaru wsi występują obszary narażone na działanie wodnej erozji spowodowanej opadami atmosferycznymi, oraz wiosennymi spływami roztopowymi.
Znajdująca się w Gęsicach studnia o głębokości 27,05 m. należy do sieci krajowego monitoringu IMiGW badania jakości zwykłych wód podziemnych w województwie świętokrzyskim.
Obszar wsi należy do tzw. otuliny Cisowsko-Orłowińskiego Parku Krajobrazowego.

## Demografia
Wykres liczby ludności Gęsic od 1827 roku:
Źródła:

## Klimat
Według A. Wosia Gęsice położone są w regionie klimatycznym zachodniomałopolskim, w strefie małej zmienności występowania poszczególnych typów pogody. Przeważają wiatry zachodnie (pow. 35%). Podstawowe parametry klimatyczne przedstawiają się następująco:
- średnia temperatura powietrza w roku – 6 °C
- średnia temperatura stycznia	– 5 °C
- średnia temperatura lipca – 17 °C
- długość zimy	– 100 dni
- długość lata – 80 dni
- długość okresu wegetacji – ok. 198 dni
- roczna suma opadów ok. 700 mm

## Współcześnie
Układ przestrzenny wsi składa się z ciągu zwartej zabudowy po północnej stronie drogi oraz kilku gospodarstw po jej stronie południowej.
W czasie spisu powszechnego w roku 2011 naliczono tu 246 mieszkańców. Powierzchnia gruntów we wsi 348,18 ha.

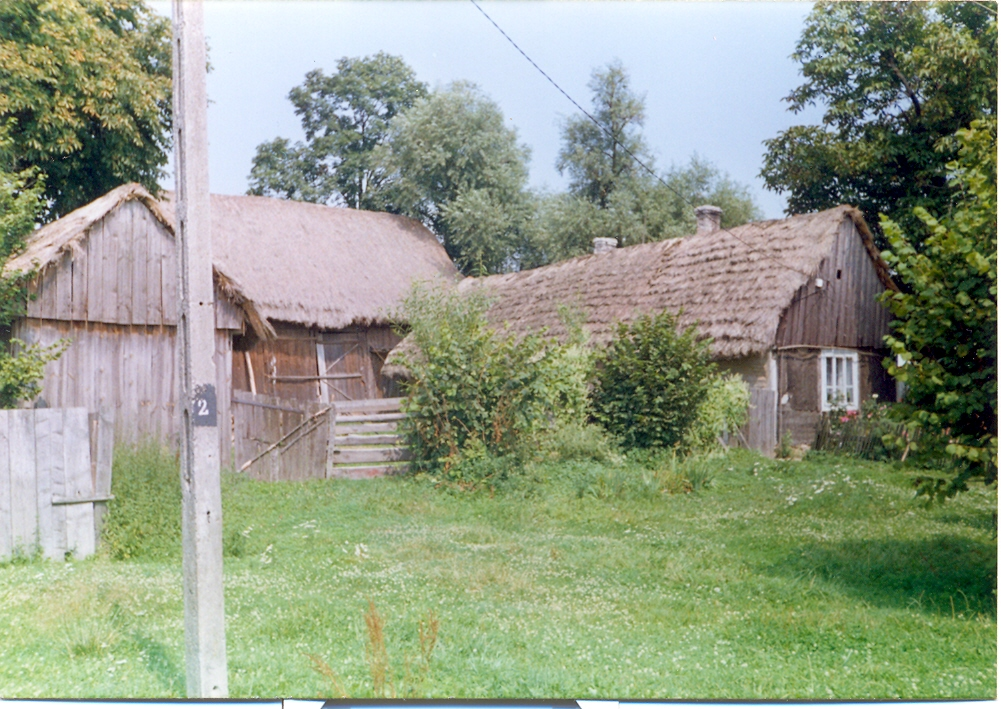
Zabytkowa zagroda w Gęsicach

## Obiektyzabytkowew Gęsicach
- 2 domy o konstrukcji drewnianej z połowy XIX w.
- 7 domów o konstrukcji drewnianej z pierwszej połowy XX w.
- obora z końca XIX w.
- kuźnia z pierwszej połowy XX w.
- zespół zagrody z pierwszej połowy XX w.
- figura murowana z roku 1921
- krzyż-figura murowana z 1882 roku
- krzyż-figura murowana- lata trzydzieste XX w.